# Amandine Tissier
Amandine Tissier (født 10. september 1993 i Sablé-sur-Sarthe, Frankrig) er en fransk håndboldspiller der spiller for Brest Bretagne Handball.